# MeaTech
MeaTech 3D Ltd. ，简称MeaTech ，是以色列一家3D 生物列印公司，成立於2019年，总部位于内斯锡安纳。該公司在比利时有一家名为Peace of Meat 的子公司，該子公司主要生產培植肉。2022年8月3日，該公司更名為Steakholder Foods。